# Annakiti
Annakiti è il quarto album della Banda di Avola nato dalla collaborazione con il cantante siracusano Peppe Cubeta, leader del gruppo musicale Qbeta.

## Tracce
1. Annakiti
2. Menu mali ca c'è u mari
3. Non piangere
4. Stidda di mari
5. Perdutamente
6. A curuna
7. Tu si bedda
8. A banna
9. Arrakkè
10. U munnu è fora